# Яготинський маслозавод
Яготинський маслозавод - підприємство харчової промисловості у місті Яготин Яготинського району Київської області України, яке займається переробкою молока, виробляє пакетоване молоко і молочну продукцію. Є одним з найбільших виробників вершкового масла в Україні.

## Історія

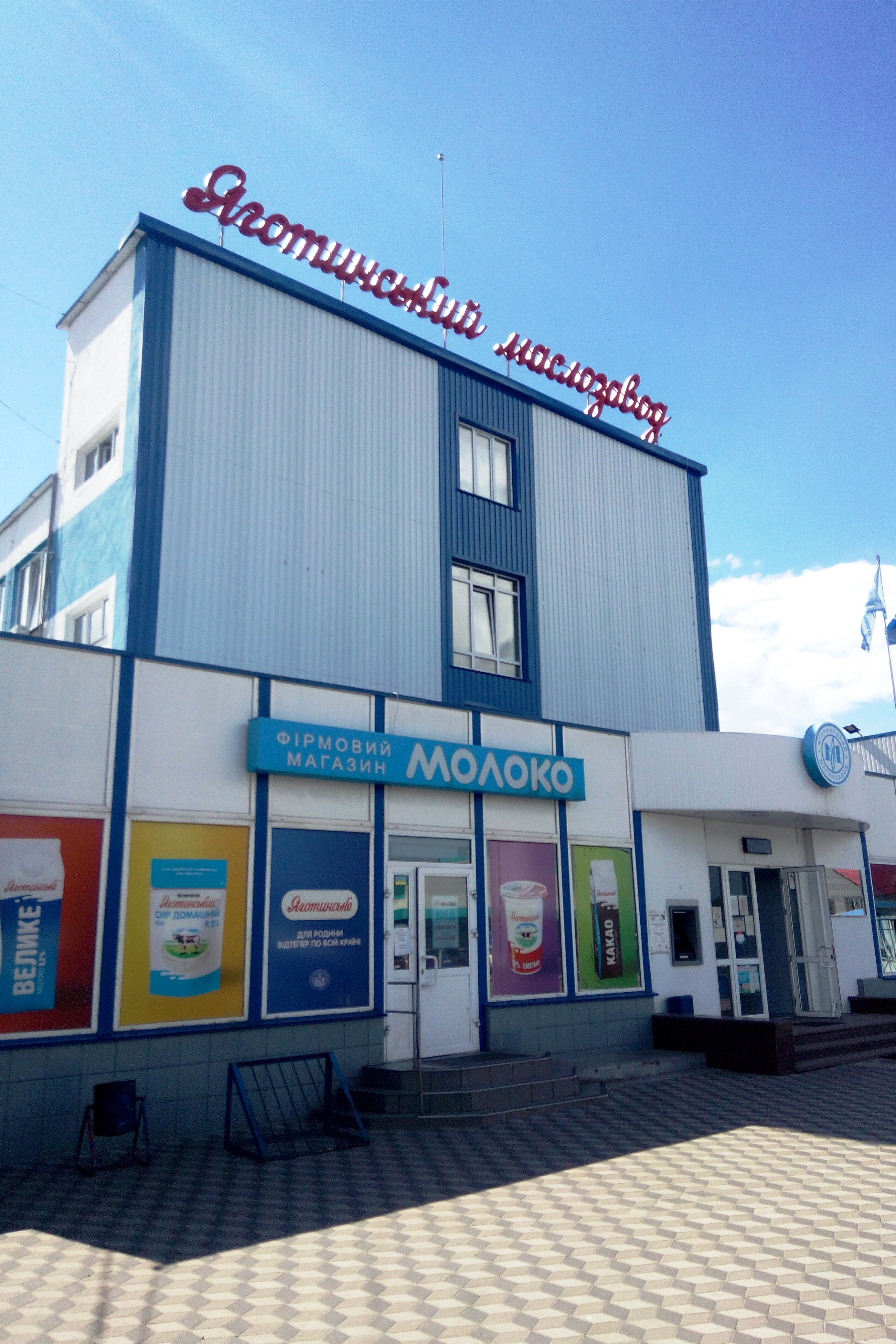
Основний корпус підприємства

Яготинський маслоробний завод  був введений в експлуатацію в червні 1956 року, ставши одним з найбільших молокопереробних підприємств в області  .
У 1960-ті роки завод був реконструйований, оснащений новим обладнанням і переведений на природний газ, що дозволило збільшити його переробні потужності до 100 тонн молока на добу.
В цілому, за радянських часів, маслозавод входив до числа найбільших підприємств міста  .
Після проголошення незалежності України, ДП було перетворено в ВАТ .
У 2006 році завод увійшов до складу групи компаній "Молочний альянс".
Розпочатий у 2008 році економічна криза ускладнила становище підприємства, яке закінчило 2008 рік з прибутком 1,3 млн. гривень, але вже 2009 рік завод закінчив з чистим прибутком 9 млн. гривень.
2012 рік завод завершив з чистим прибутком 33,2 млн. гривень, 2013 рік - з чистим прибутком 19,3 млн. гривень.
2015 рік завод завершив з чистим прибутком 60,745 млн. гривень.
2016 рік завод завершив з чистим прибутком 129 млн. гривень.
У 2017 році завод був одним з найбільших виробників і експортерів вершкового масла в країні .

## Сучасний стан
Завод випускає молочну продукцію 36 найменувань під торговою маркою "Яготинське": молоко, вершкове масло, сметану, кефір, термостатна молочна продукція ( кисле молоко, ряжанка і йогурти ), а також м'які і кисломолочні сири.
Наприкінці грудня 2021 року, Яготинський маслозавод надіслав листа комерційним партнерам із попередженням, що з 1 січня 2022 року підприємство буде змушене частково виконувати заявки на постачання продукції з подальшим припиненням виробництва. У листі було зазначено, що кризова інформація в молокопереробній галузі, яка складалася протягом року, досягла свого апогею. Основна причина зупинки виробництва – висока ціна на газ, вартість якого більш ніж у 10 разів вища за минулорічні показники.

## посилання
- сторінка заводу в каталозі провідних підприємств України на сайті Верховної Ради України